# Między piętrami
Między piętrami (ang. Ground Floor, 2013-2015) – amerykański serial komediowy stworzony przez Billa Lawrence'a i Grega Malinsa. Wyprodukowany przez Doozer Productions i Warner Horizon Television.
Premiera serialu miała miejsce w Stanach Zjednoczonych 14 listopada 2013 roku na kanale TBS. W Polsce premiera serialu odbyła się 3 lutego 2014 roku na antenie Comedy Central Family.

## Opis fabuły
Serial opowiada o losach młodego bankiera Brody'ego Moyera, który ma pracę i jest doceniany przez szefów. Mimo że odnosi sukcesy zawodowe, pewnego dnia uświadamia sobie, że nie jest już tak szczęśliwy jak kiedyś. Od tej pory Brody postanawia zmienić swoje życie.

## Obsada
- Skylar Astin jako Brody Carol Moyer
- Briga Heelan jako Jenny Miller
- Rory Scovel jako Mark "Harvard" Shrake
- Rene Gube jako Mike "Threepeat" Nguyen
- James Earl jako Derrick Dupree
- Alexis Knapp jako Tori
- John C. McGinley jako Remington Stewart Mansfield

## Spis odcinków
| Światowa premiera | Polska premiera | N/o | Angielski tytuł             |
| ----------------- | --------------- | --- | --------------------------- |
|                   |                 |     |                             |
| SERIA PIERWSZA    |                 |     |                             |
|                   |                 |     |                             |
| 14.11.2013        |                 | 01  | Pilot                       |
|                   |                 |     |                             |
| 14.11.2013        |                 | 02  | Off to the Races            |
|                   |                 |     |                             |
| 21.11.2013        |                 | 03  | The New Office              |
|                   |                 |     |                             |
| 05.12.2013        |                 | 04  | The Gift                    |
|                   |                 |     |                             |
| 12.12.2013        |                 | 05  | Take Me Out to the Ballgame |
|                   |                 |     |                             |
| 19.12.2013        |                 | 06  | If I Were a Rich Man        |
|                   |                 |     |                             |
| 26.12.2013        |                 | 07  | Woman on Top                |
|                   |                 |     |                             |
| 02.01.2014        |                 | 08  | Dynamic Duo                 |
|                   |                 |     |                             |
| 09.01.2014        |                 | 09  | The Decision                |
| 16.01.2014        |                 | 10  | The Decision                |
|                   |                 |     |                             |